# Eucithara obesa
Eucithara obesa é uma espécie de gastrópode do gênero Eucithara, pertencente à família Mangeliidae.